# Aizecourt-le-Haut
Aizecourt-le-Haut település Franciaországban, Somme megyében. Lakosainak száma 67 fő (2022. január 1.). Aizecourt-le-Haut Moislains, Allaines, Bussu, Driencourt és Templeux-la-Fosse községekkel határos.

## Népesség
A település népességének változása:
| Lakosok száma | 69   | 54   | 80   | 91   | 73   | 70   | 67   | 64   | 65   | 67   |
|               | 1968 | 1982 | 1990 | 2006 | 2013 | 2015 | 2017 | 2019 | 2020 | 2022 |